# سهيمات
السُهَيْمات أو الرُمَيْحات وتُعرف أيضًا بالأمفيوكسوس (مفرد: أمفيوكسوس Amphioxus)، هي كائنات قاعية ترشيحية التغذية، تنتمي إلى شعبة الحبليات تحت الشعيبة الرأسية، صف القلبيات الدقيقة، وفصيلة البرانكيستوماتيديات، تتكون من 32 نوعًا موصوفًا من الكائنات الشبيهة بالأسماك.
انفصلت السهيمات عن باقي الحبليات خلال أو قبل العصر الكمبري. وقد اقتُرح أن عددًا من الحبليات الأحفورية تربطها صلة وثيقة بالسهيمات، مثل بيكايا وكاثايمايروس من العصر الكمبري، وباليوبرانكيستوماتا من العصر البرمي، إلا أن بعض الباحثين شككوا في هذه العلاقة الوثيقة. وتشير تحليلات الساعة الجزيئية إلى أن السهيمات الحديثة ربما تنوعت في فترة أحدث بكثير، خلال العصر الطباشيري أو السينوزوي (العصر الحديث).
يهتم علماء الحيوان بهذه الكائنات لأنها توفر رؤى تطورية حول أصول الفقاريات. تحتوي السهيمات على العديد من الأعضاء والأجهزة التي تماثل تلك الموجودة في الأسماك الحديثة، ولكن بشكل أكثر بدائية. لذلك، فهي تقدم عدة أمثلة على ما يُعرف بالتكيف التطوري الوظيفي. فعلى سبيل المثال، تستخدم الشقوق الخيشومية في السهيمات فقط في التغذية وليس في التنفس. كما أن الجهاز الدوري ينقل الغذاء في جميع أنحاء الجسم، لكنه لا يحتوي على خلايا دم حمراء أو هيموغلوبين لنقل الأكسجين.
تحمل جينومات السهيمات أدلة حول التطور المبكر للفقاريات؛ فمن خلال مقارنة جينات السهيمات مع نفس الجينات في الفقاريات، يمكن اكتشاف التغيرات في التعبير الجيني والوظيفة والعدد أثناء تطور الفقاريات. وقد تم تسلسل جينومات عدد من الأنواع ضمن جنس البرانكيستومة (Branchiostoma): مثل B. floridae، وB. belcheri، وB. lanceolatum.
في آسيا، يتم جمع السهيمات تجاريًا كغذاء للإنسان. وفي اليابان، أُدرج نوع الأمفيوكسوس (B. belcheri) ضمن قائمة "الحيوانات المهددة بالانقراض من الكائنات البحرية والمياه العذبة اليابانية".